# Tieflandostkuschitische Sprachen
Die tieflandostkuschitischen Sprachen (englisch Lowland East Cushitic) sind eine Gruppe verwandter Sprachen, die in weiten Teilen Äthiopiens, Eritreas und Kenias, in Dschibuti und in Somalia gesprochen werden. Sie gehören zu den kuschitischen Sprachen, die ihrerseits ein Zweig der afroasiatischen Sprachfamilie sind. Die wichtigsten Einzelsprachen dieses Zweiges sind Oromo, Somali und Afar.
Ob sie innerhalb des Kuschitischen zusammen mit den hochlandostkuschitischen Sprachen, den Dullay-Sprachen und dem Yaaku als ostkuschitische Sprachen zu klassifizieren sind, ist umstritten.
Die Ursprünge der tieflandostkuschitischen Sprachen dürften im südlichen Äthiopien liegen, wo ihre Vielfalt am größten ist. Von dort sollen die Vorläufer der Afar und Saho als Erste in ihr heutiges Gebiet in der Afar-Tiefebene ausgewandert sein, sodass ihre Sprachen genügend Zeit hatten, sich auseinanderzuentwickeln; sie sind jedoch nach wie vor eng verwandt. Die Sprecher der Sam-Sprachen zogen später in die Ebenen des nördlichen Kenia, von wo aus die Somali das gesamte Horn von Afrika besiedelten. Die Varianten des Somali sind unterdessen so weit auseinanderentwickelt, dass sie teils als Dialekte, teils als verschiedene Sprachen betrachtet werden. Als Letzte verbreiteten sich die Oromo im 16./17. Jahrhundert in weite Teile Äthiopiens sowie Kenias, ihre Sprachvarietäten werden allgemein als Dialekte aufgefasst.

## Klassifikation
- Afroasiatisch
  - Kuschitisch
    - (Ostkuschitisch)
      - Tieflandostkuschitisch
        - Afar-Saho
          - Afar
          - Saho

        - Omo-Tana-Sprachen (Somaloid)
          - (Nord-Omo-Tana/Bayso; auch unter West-Omo-Tana eingeordnet[2])
          - West-Omo-Tana
            - Arbore (vgl. Arbore (Volk))
            - Dassanetch (vgl. Dassanetch (Volk))
            - El Molo (vgl. El Molo (Ethnie))

          - Ost-Omo-Tana/Sam-Sprachen
            - West-Sam/Rendille (vgl. Rendille)
            - Ost-Sam
              - Boni
              - Somali (inkl. Maay, Maxaa)

        - (Oromoid; bei manchen Klassifikationen weggelassen, sodass Oromo und Konso-Gidole zwei eigenständige Zweige des Ostkuschitischen bilden[3])
          - Konso-Gidole
            - Konso
            - Dirasha (Gidole)

          - Oromo